# 赖沙赫
赖沙赫（德語：Reischach，發音：[ˈʁaɪʃax]）是德国巴伐利亚州上巴伐利亚行政区旧厄廷县的市镇，面积28.46平方千米，2023年12月31日人口为2,706人。